# 인천생활과학고등학교
인천생활과학고등학교(仁川生活科學高等學校)는 대한민국 인천광역시 연수구 연수동에 위치한 공립 고등학교이다.

## 학교 연혁
- 2001년 1월 8일 : 10학급(3개학년 총 30(특수1)학급) 설립인가, 인천광역시 시립학교 설치조례 제3504호
- 2001년 3월 1일 : 초대 정해자 교장 취임
- 2001년 3월 5일 : 신입생 10(특수1)학급 433명 입학 조리과학과(4), 의상예술과(3), 토탈미용과(3)
- 2004년 2월 14일 : 제1회 졸업식(졸업생 407명)
- 2015년 3월 1일 : 학과개편(의상예술과(2) → 패션스타일과(2))
- 2023년 9월 1일 : 제10대 권영범 교장 취임
- 2023년 12월 29일 : 제21회 졸업식(졸업생 175명, 누계 5,389명)
- 2024년 3월 4일 : 신입생 8(특수1)학급 164명 입학

## 설치 학과
- 토탈미용과
- 조리과학과
- 패션스타일과

## 참고 자료
- 인천생활과학고등학교 - 한국교육학술정보원 학교알리미